# Будія
Будія (ісп. Budia) — муніципалітет в Іспанії, у складі автономної спільноти Кастилія-Ла-Манча, у провінції Гвадалахара. Населення — 229 осіб (2010).
Муніципалітет розташований на відстані близько 85 км на схід від Мадрида, 35 км на схід від Гвадалахари.
На території муніципалітету розташовані такі населені пункти: (дані про населення за 2010 рік)
- Будія: 220 осіб
- Пікасо: 0 осіб
- Вальделагуа: 9 осіб
- Монте-Мембрібе: 0 осіб
- Пеньяррубія: 0 осіб

## Демографія
Динаміка населення (INE ):

## Галерея зображень

Розташування муніципалітету у провінції Гвадалахара